# Судаков, Валерий Васильевич
Вале́рий Васи́льевич Судако́в (5 сентября1942 — 14 июня 2014) — советский и российский учёный, доктор педагогических наук, профессор (1994), ректор Вологодского института развития образования.

## Биография
Родился в деревне Куракино Кадуйского района Вологодской области. Младший брат лингвиста Г. В. Судакова. После окончания педагогического института работал школьным учителем, потом был на преподавательской работе в вузе.
В 1980—1988 годах — ректор Вологодского государственного педагогического института. С 1991 года — ректор Вологодского института развития образования.
Автор около 40 монографий и более 200 научных статей по проблемам философии, социологии образования, педагогики, отечественной истории.
Автор двенадцати поэтических сборников («Снега плавятся», «Звёзды смотрят вслед», «Рожь да жито» и др.). Редактор-составитель книг «Пепел Афгана», «Эхо минувшей войны» и др., главный редактор 30-томной «Книги Памяти Вологодской области».
Почётный гражданин Вологды (1995), Почётный гражданин Кадуйского (1997) и Нюксенского (1997) муниципальных районов.